# 着魔岩

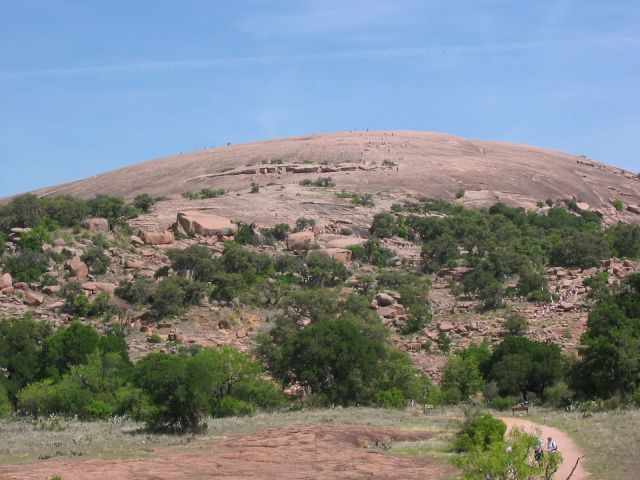
從遠處觀看着魔岩

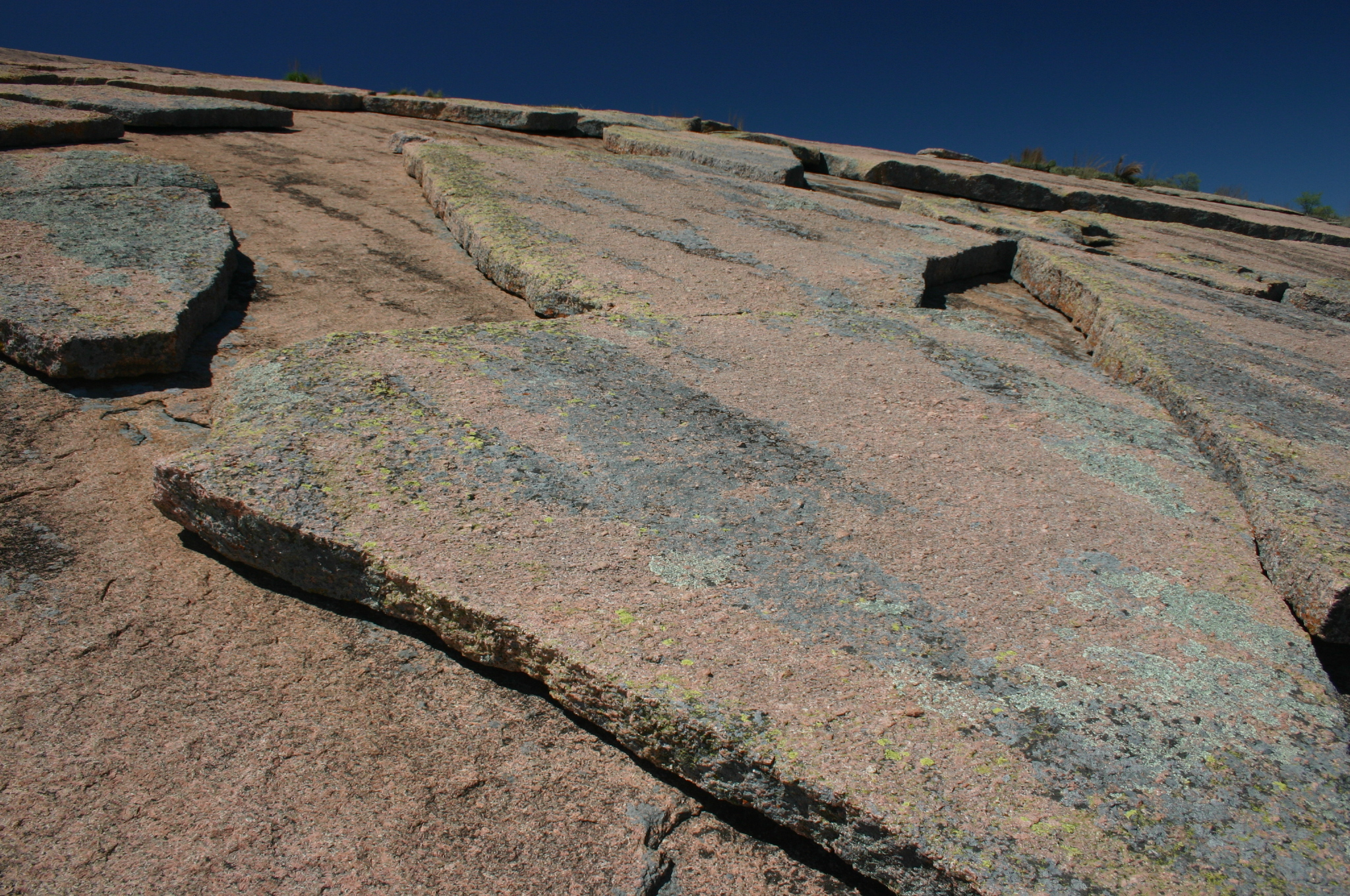
着魔岩上的剝落岩石

着魔岩（英語：Enchanted Rock）是一個桃紅色的巨型花崗岩、火成岩。它座落於美國德州中部基利斯比縣和草原縣中間，領路河南邊和弗雷德里克斯堡北邊約24公里。佔地640畝（3公里），並令週邊大約625英尺（130公尺）的地表升高至海拔1,825英尺（550公尺）。它是全美第二大的花崗石殘餘山丘，僅次於喬治亞州石山。 現時着魔岩已被列為州立自然區，是德州自然公園系統（Texas state park system）的一部份。整個自然區覆蓋1,644畝地。

## 地理及歷史
岩石有一半是埋在地下，而突上地面的另一半的形狀看起來像半圓形。在方圓幾英里範圍內也可以看到突出來的部份。從空中俯視，它的圓拱型外表如澳洲的艾爾斯岩般，像一個突出地面的小卵石。着魔岩實際上是被分割的山脈的部分，表面是於寒武紀中期形成的大形火成岩岩基；另有一些變質岩與片麻岩。
考古學的証據顯示人類早在至少11,000年前就到過着魔岩。印第安人覺得此石有著神秘的力量，所以將之命名為「着魔岩」。1536年，西班牙探險家阿尔瓦·努涅斯·卡韦萨·德·巴卡到過這裡探險，成為第一位踏足在着魔岩上的歐洲人。
着魔岩經常出現在畫家的筆下，亦時常成為地形考察的對象。它在1970年被宣佈成為美国国家自然地标。直至1978年政府將之購入以前，着魔岩仍是私人土地。德州政府於1984年開放給公眾。現時着魔岩已成為德州中部居民遠足的必到處。人們通常都會爬到石頂，專業攀石也在那裡很流行。

## 外部連結
30°30′23″N 98°49′07″W / 30.5064°N 98.8187°W
- E-Rock: Virtual Trip to Enchanted Rock（英文）
- Technical rock climbing at Enchanted Rock （页面存档备份，存于）（英文）
- 相片集（英文）